# Jackson County (Kansas)
Jackson County ist ein County im Bundesstaat Kansas der Vereinigten Staaten. Der Verwaltungssitz (County Seat) ist Holton. Das U.S. Census Bureau hat bei der Volkszählung 2020 eine Einwohnerzahl von 13.232 ermittelt.

## Geographie
Das County liegt im Nordosten von Kansas, ist im Norden etwa 40 km von Nebraska, im Osten etwa 50 km von Missouri entfernt und hat eine Fläche von 1704 Quadratkilometern, wovon sechs Quadratkilometer Wasserfläche sind. Es grenzt im Uhrzeigersinn an folgende Countys: Brown County, Atchison County, Jefferson County, Shawnee County, Pottawatomie County und Nemaha County.

## Geschichte
Jackson County wurde am 11. Februar 1859 gebildet. Benannt wurde es nach Andrew Jackson, dem siebten US-Präsidenten.
5 Bauwerke und Stätten des Countys sind im National Register of Historic Places eingetragen (Stand 30. August 2017).

## Demografische Daten

Alterspyramide des Jackson Countys (Stand: 2000)

Nach der Volkszählung im Jahr 2000 lebten im Jackson County 12.657 Menschen in 4.727 Haushalten und 3.507 Familien im Jackson County. Die Bevölkerungsdichte betrug 7 Einwohner pro Quadratkilometer. Ethnisch betrachtet setzte sich die Bevölkerung zusammen aus 90,21 Prozent Weißen, 0,53 Prozent Afroamerikanern, 6,84 Prozent amerikanischen Ureinwohnern, 0,17 Prozent Asiaten, 0,02 Prozent Bewohnern aus dem pazifischen Inselraum und 0,39 Prozent aus anderen ethnischen Gruppen; 1,84 Prozent stammten von zwei oder mehr Ethnien ab. 1,49 Prozent der Bevölkerung waren spanischer oder lateinamerikanischer Abstammung.
Von den 4.727 Haushalten hatten 35,2 Prozent Kinder unter 18 Jahren, die mit ihnen gemeinsam lebten. 62,3 Prozent waren verheiratete, zusammenlebende Paare, 8,2 Prozent waren allein erziehende Mütter und 25,8 Prozent waren keine Familien. 22,7 Prozent aller Haushalte waren Singlehaushalte und in 11,5 Prozent lebten Menschen mit 65 Jahren oder darüber. Die Durchschnittshaushaltsgröße betrug 2,63 und die durchschnittliche Familiengröße betrug 3,09 Personen.
28,3 Prozent der Bevölkerung waren unter 18 Jahre alt. 6,8 Prozent zwischen 18 und 24 Jahre, 26,7 Prozent zwischen 25 und 44 Jahre, 23,4 Prozent zwischen 45 und 64 Jahre und 14,9 Prozent waren 65 Jahre alt oder älter. Das Durchschnittsalter betrug 37 Jahre. Auf 100 weibliche Personen kamen 96,8 männliche Personen. Auf 100 erwachsene Frauen ab 18 Jahren kamen 93,8 Männer.
Das jährliche Durchschnittseinkommen eines Haushalts betrug 40.451 USD, das Durchschnittseinkommen einer Familie betrug 46.520 USD. Männer hatten ein Durchschnittseinkommen von 32.195 USD, Frauen 22.305 USD. Das Prokopfeinkommen betrug 18.606 USD.
6,4 Prozent der Familien und 8,8 Prozent der Bevölkerung lebten unterhalb der Armutsgrenze.

## Orte im County
- Birmingham
- Circleville
- Delia
- Denison
- Holton
- Hoyt
- Larkinburg
- Mayetta
- Netawaka
- Ontario
- Soldier
- Whiting

Townships
- Adrian Township
- Banner Township
- Cedar Township
- Douglas Township
- Franklin Township
- Garfield Township
- Grant Township
- Jefferson Township
- Liberty Township
- Lincoln Township
- Netawaka Township
- Soldier Township
- Straight Creek Township
- Washington Township
- Whiting Township